# Златопіль
Златóпіль (до 1952 року — Лихачове, у 1952—2024 роках — Первома́йський) — місто в Україні, адміністративний центр Первомайської міської громади Лозівського району Харківської області. До 2020 року — адміністративний центр ліквідованого Первомайського району.

## Географія
Місто розташоване у Лозівському районі, на півдні Харківської області, між річками Берека і Орілька, на відстані 86 км від Харкова та 585 км від Києва.
До міста примикає село Сиваш, на відстані 1,5 км розташовані села Високе і Маслівка.
Через місто пролягають залізниця Харків — Запоріжжя, станція Златопіль, автошлях державного значення на Лозову, Павлоград, Дніпро, Запоріжжя, автошлях обласного значення Златопіль — Гусарівка.

## Територіальний поділ
Місто умовно можна поділити на дві частини: мікрорайони (багатоповерхова забудова) та приватний сектор (переважно одно- та двоповерхові будинки). Мікрорайонів нараховується п'ять: № 1/2, 3, 4, 6. Мікрорайону під № 5 у Златополі не існує.
На початку свого існування № 1/2 мікрорайон не був єдиним. Це були окремі мікрорайони — № 1 та 2, але з часом їх перестали розрізняти, і нині мікрорайон № 1/2 формально є одним мікрорайоном — так він позначається в документах, включно із записом про реєстрацію місця проживання в паспорті. Його номер — «1/2» — слід читати як «перший-другий». Також до багатоповерхової забудови належить невеликий квартал по вул. Світанковій — т. зв. «15-й квартал».

## Історія

### 1869—1923
Історія міста починається 1869 року, коли було прокладено залізницю Курськ—Харків—Севастополь. У червні того ж року була споруджена напівстанція (полустанок) на відстані 80 км від Харкова. Тут зупинялися потяги задля поповнення запасів води та дров. Полустанок отримав назву Лихачове, на честь поміщика Лихачова, чий маєток розташовувався біля села Сиваш на відстані декількох кілометрів від залізниці. Воду подавали з озера Сиваш спеціально збудованим для цього водогоном, а для забезпечення нормального тиску води було зведено водонапірну вежу (на тому самому місці, де стоїть інша, сучасна).

### 1924—1941

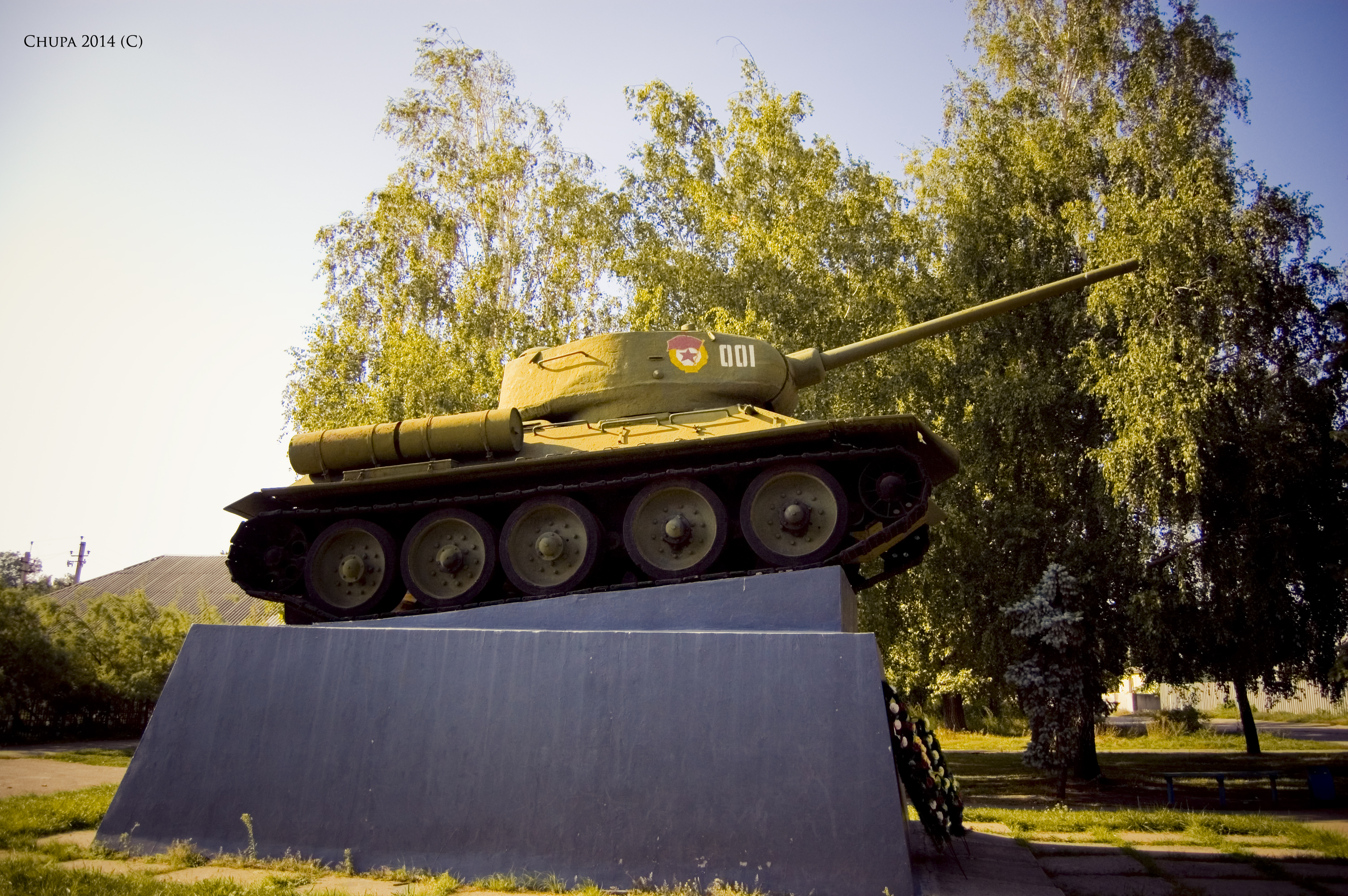
Братська могила радянських воїнів

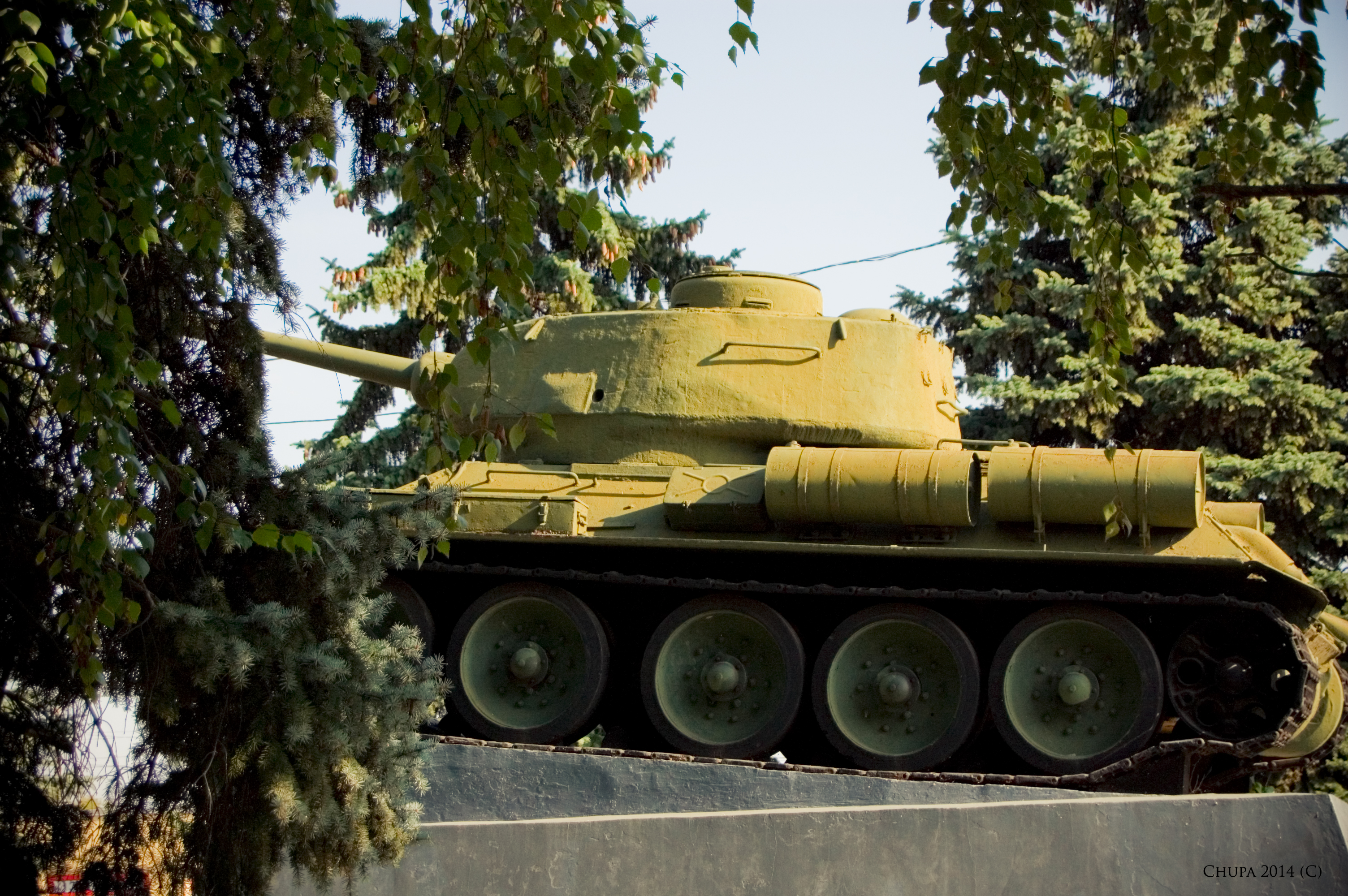
Вигляд зблизька

Після Визвольних змагань, коли ствердилась радянська окупація, частину селян Олексіївської, Берекської, В.-Бишкінської сільрад було переселено до Лихачова. Так 1924 року виникло селище Лихачове, котре спочатку належало до В.-Бишкінської сільради.
Селище вже давно мало збудовані поміщиком Лихачовим млин з газогенерувальним двигуном, склади, селище. Органам місцевого самоврядування передали механічний завод, на базі якого було утворено сільськогосподарську та ремісничу школи. Тут також працювала пересувна початкова школа для дітей і дорослих.
У 1927 році селище нараховувало 13 дворів і 56 мешканців. У 1928 — 85 дворів. Населення зростало за рахунок робітників, які приїздили працювати на цегляний і механічний заводи та млин. У вересні 1929 року з ініціативи місцевих мешканців К.Толокнєєва, К.Федосенка та інших у селищі було створено артіль. За пропозицією артільників вона стала називатися «Перше травня» (рос. Первое мая) на честь Дня міжнародної солідарності трудящих. На початку грудня 1929 року організована Лихачовська машинно-тракторна станція (одна з перших МТС у Харківській окрузі). Лихачовська МТС спочатку обслуговувала 30 колгоспів Олексіївського району.
Узимку 1929—1930 років на курсах при МТС було підготовлено 200 трактористів, рахівників і фахівців інших спеціальностей.
1929 рік — у Маслівці збудовано початкову школу.
1930 рік — при МТС відкрито клуб і бібліотеку.
1932 рік — почав працювати радіовузол.
1933 рік — поблизу станції Лихачове збудовано семирічну школу.
1939 рік — за інформацією Всесоюзного перепису, Лихачове мало 640 мешканців.

### 1941—1943

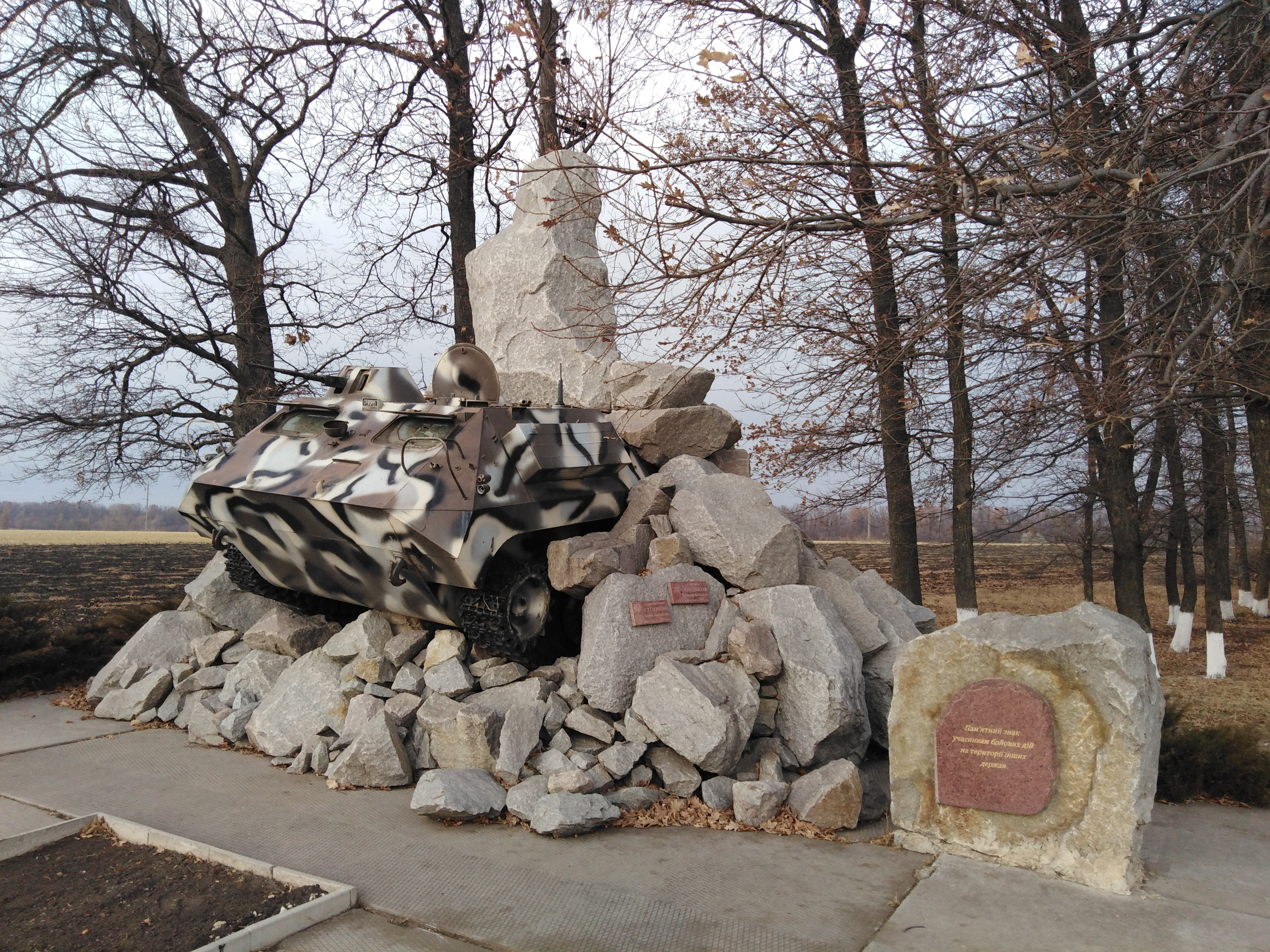
Пам'ятний знак воїнам Інтернаціоналістам

20 жовтня 1941 року — початок німецької окупації.
16 вересня 1943 р., війська Степового фронту звільнили Лихачове від німців.
Станом на 20 вересня 1943 р., Лихачовська МТС мала лише три дієздатні трактори ХТЗ та одну вантажівку. Серед 187 працездатних колгоспників 169 осіб були жінками, підлітками та літніми людьми.

### 1944–1991
12 вересня 1945 року, об'єднані населені пункти Маслівської (Лихачівської) сільради — с-ще залізничної станції Лихачеве, хутір Наша Путь, хутір Первомайський і с-ще 20-річчя Жовтня вважати за один населений пункт, який іменувати селище Лихачове.
У 1948 році було збудовано лікарню, де працювало 2 лікарі та 3 медсестри.
У 1948 році було збудовано дитячий садок, а в 1950 — середню школу.
24 червня 1952 року селище Лихачеве (Олексіївського р-ну) було перейменоване на Первомайський.
16 серпня 1952 року Первомайський стало районним центром (райцентр перенесено з Олексіївки).
1 липня 1957 року — Первомайський отримав статус селища міського типу.
У 1962 році — район було ліквідовано.
У 1964 році — було почато будівництво хімічного заводу (Хімпром).
У січні 1965 року — селище стало адміністративним центром новоствореного Первомайського району.
У 1968 році — було збудовано першу чергу заводу залізобетонних конструкцій.
У 1972 році — почала працювати ТЕЦ. З 1983 року в селищі почала діяти Первомайська виправна колонія № 117.
У грудні 1991 році — смт Первомайський здобуло статус міста.

### Після1991року
28 травня 2009, у Верховній Раді України було зареєстровано проєкт Постанови про відновлення історичних назв населених пунктів України та про впорядкування всіх топонімічних об'єктів відповідно до сучасних реалій, яким запропоновано перейменувати Первомайський у Лихачове.
На початку 2018 року було домовлено про будівництво на території міста Первомайського сонячної електростанції коштом державного бюджету України та Китайської машинобудівної інжинірингової компанії. За попереднім проєктом, станція буде розташована на території близько 100 га, а її потужність становитиме близько 50 МВт.
24 липня 2023 року в результаті голосування жителі Первомайського висловилися за перейменування міста на Добродар. Однак Первомайська міська рада не підтримала цю назву. Після других громадських слухань була обрана назва Златопіль.
3 квітня 2024 року Комітет Верховної Ради України з питань організації державної влади, місцевого самоврядування, регіонального розвитку та містобудування підтримав перейменування міста на Златопіль.
19 вересня 2024 року Верховна Рада підтримала перейменування Первомайського на Златопіль. 26 вересня 2024 року перейменування набуло чинності.

## Населення
Чисельність населення міста за роками (з 1939 по 2001):
Національний склад населення міста за Всеукраїнським переписом населення 2001 року:
| Національність | Кількість (%) |
| -------------- | ------------- |
| українці       | 64            |
| росіяни        | 34            |
| Інші           | 2             |

Серед 2 % «інших»:
| Національність | Кількість (%) |
| -------------- | ------------- |
| вірмени        | 30            |
| білоруси       | 22            |
| азербайджанці  | 13            |
| молдавани      | 10            |
| грузини        | 7             |
| узбеки         | 5             |
| казахи         | 5             |
| мордва         | 3             |
| башкири        | 2             |
| удмурти        | 2             |
| татари         | 1             |

### Мова
Розподіл населення за рідною мовою за даними перепису 2001 року:
| Мова            | Чисельність, осіб | Доля    |
| --------------- | ----------------- | ------- |
| Російська       | 17 448            | 53,15 % |
| Українська      | 13 872            | 42,26 % |
| Білоруська      | 33                | 0,10 %  |
| Вірменська      | 27                | 0,08 %  |
| Інші/Не вказали | 1 446             | 4,41 %  |
| Разом           | 32 826            | 100 %   |

## Інфраструктура

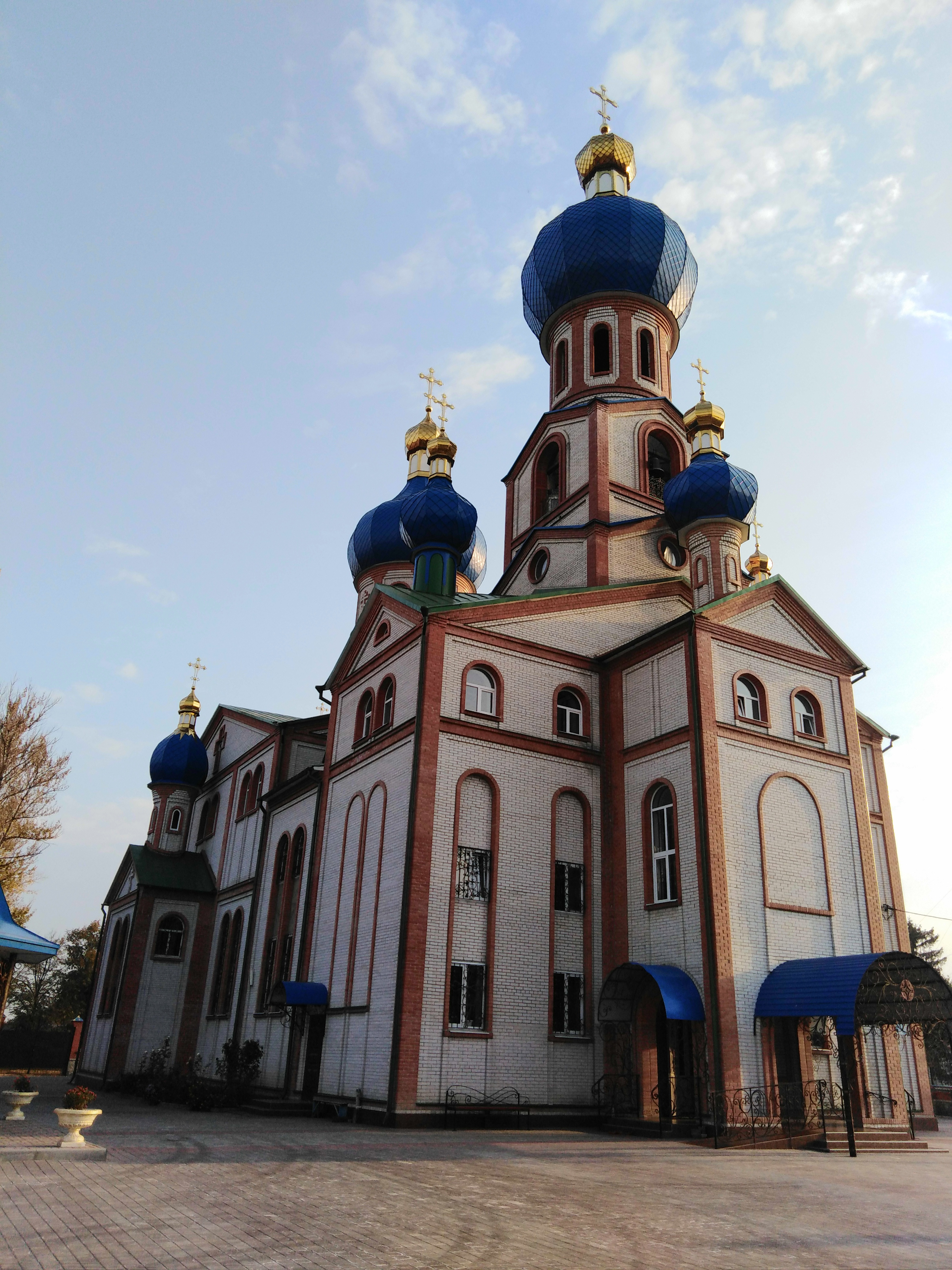
Храм на честь ікони Казанської Божої матері (2018)

### Транспорт
Місто має 1 автовокзал та 1 залізничний вокзал. З та на автовокзал щодня відправляються та прибувають рейси до Харкова, Лозової, Олексіївку, Сумці, Павлівку Другу, Дмитрівки, Верхньої Орільки, Семенівки, Береки, Сиваш, Кегичівки, Сахновщини та інших населених пунктів району й області. Через місто проходять автошляхи: Р 51 і Т-2110. У приміщенні автовокзалу є квиткова каса, зал очікування, кафе, туалет.

### Зв'язок
Мобільний зв'язок у місті забезпечують оператори «Київстар», «Vodafone» та «Lifecell». Послуги стаціонарного телефонного зв'язку надає «Укртелеком». Головні провайдери інтернету — «Укртелеком» та компанія «Орбіта-ТВ». Ця ж компанія надає послугу кабельного телебачення.

## Засоби масової інформації

### Традиційні ЗМІ
З жовтня 1930 року до грудня 2020 року в місті видавалась міськрайонна газета «Знамя труда». Матеріали публікувались українською та російською мовами. Виходила двічі на тиждень — у середу та суботу. Друкувалась у двох кольорах, фотографії чорно-білі. На офіційній сторінці газети в соціальній мережі «Вконтакті» було зазначено таке: «Газета є незалежною від будь-яких політичних партій, об'єднань, рухів».
Обсяги накладів газети «Знамя труда» за роками (з 1965 до 2010):

### Електронні ЗМІ
У місті працює телеканал — телерадіокомпанія (ТРК) «Надія». Є одним із перших недержавних телеканалів Харківщини. Отримала свідоцтво про реєстрацію 14 грудня 2000 року. Почала мовлення 27 червня 2002 року і продовжує його понині. Мовлення цілодобове, на 7 районів Харківської області. Власні програми ТРК «Надія» перебувають в ефірі лише декілька годин на день. Більшу ж частину доби «Надія» ретранслює телеканал «Новий канал». Потенційна аудиторія — близько 500 тис. осіб. ТРК «Надія» є членом Асоціації регіональних ЗМІ України та Національної Спілки журналістів України.
Офіційні новини громади висвітлюються на сайті Златопільської міської ради.

## Охорона здоров'я
У місті працюють:
- центральна районна лікарня (КЗОЗ «Первомайська центральна районна лікарня»);
- поліклініка;

## Освіта
У місті працюють:
- 6 дошкільних навчальних закладів: № 4, 5, 10, 14, 16, 17;
- 5 середніх навчальних закладів: Златопільська середня школа № 2, 5, 6, 7; Златопільська гімназія № 3;
- 1 заклад середньої-спеціальної освіти: Златопільський професійний ліцей № 29;
- Дитячо-юнацька спортивна школа (ДЮСШ);
- Будинок дитячої та юнацької творчості;
- Дитяча школа мистецтв;
- Первомайський міжшкільний навчально-виробничий комбінат.

| Сучасна назва школи            | Рік заснування |
| ------------------------------ | -------------- |
| Первомайська середня школа № 1 | 1951 — 2019    |
| Первомайська середня школа № 2 | 1966           |
| Первомайська гімназія № 3      | 1968           |
| Первомайська середня школа № 4 | 1975 — 2019    |
| Первомайська середня школа № 5 | 1978           |
| Первомайська середня школа № 6 | 1983           |
| Первомайська середня школа № 7 | 1988           |

| Сучасна назва школи            | Мова навчання |
| ------------------------------ | ------------- |
| Первомайська середня школа № 2 | українська    |
| Первомайська гімназія № 3      | українська    |
| Первомайська середня школа № 5 | українська    |
| Первомайська середня школа № 6 | українська    |
| Первомайська середня школа № 7 | українська    |

## Культура та спорт
У місті працює Златопільський краєзнавчий музей; є два футбольні клуби, які виступають у чемпіонаті Харківської області. ФК «„Квадро“» базується на стадіоні «Хімік», а ФК «Первомайський» на стадіоні «Колос».

## Туризм
У місті Златопіль відбувається щорічний Велотур фортецями Слобожанщини Tour De Fort, який охоплює маршрути фортецями Української лінії, зокрема Михайлівською фортецею, Олексіївською фортецею, Єфремівською фортецею.

## Релігія
- Храм на честь ікони Казанської Божої матері — Українська православна церква (Московський патріархат)[49]. Вул. Мічуріна, 21.

## Місто-побратим
Бурльов, Швеція (2024)

## Економіка

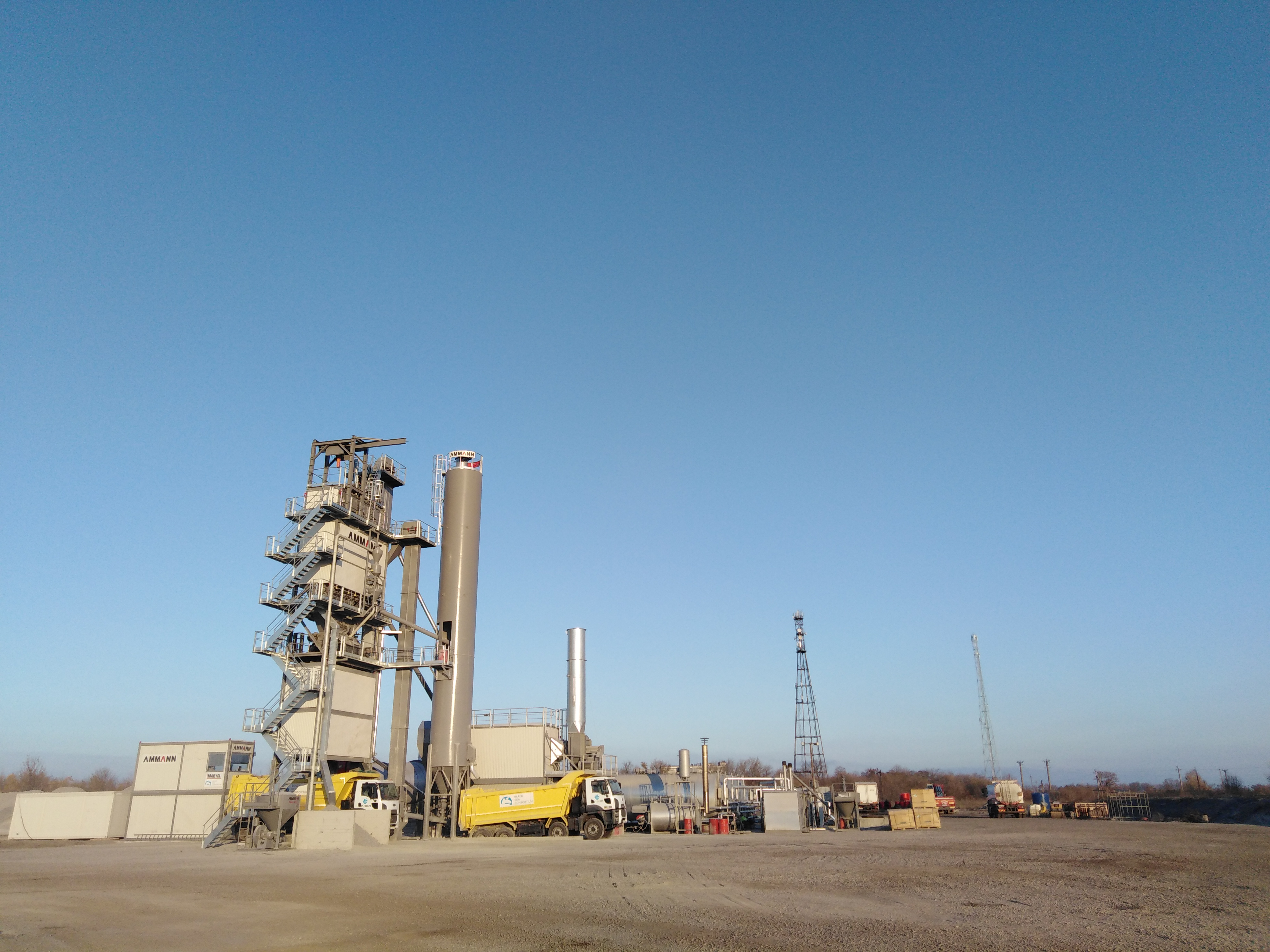
Асфальтний завод. 2021 рік.

- ТОВ «Терра» — переробка сільгоспродукції. Вироби круп'яні та пластівці.
- Marten — виробництво твердопаливних котлів.
- ПП «Екіпаж» — виробництво віконних конструкцій.
- ТОВ комерційно-виробнича фірма «Рома» — переробка сільгоспродукції. Виробництво борошна, хлібобулочних виробів.
- ТОВ «Первомайський харчовий комбінат „Ідеал“» — харчова промисловість. Виробництво печива.
- ДП «Енергохімпром» — виробництво та розподілення тепла. Перебуває у стані санації[51].
- Первомайське комунальне підприємство «Тепломережі» — виробництво та розподілення тепла.

## Люди, які пов'язані з містом

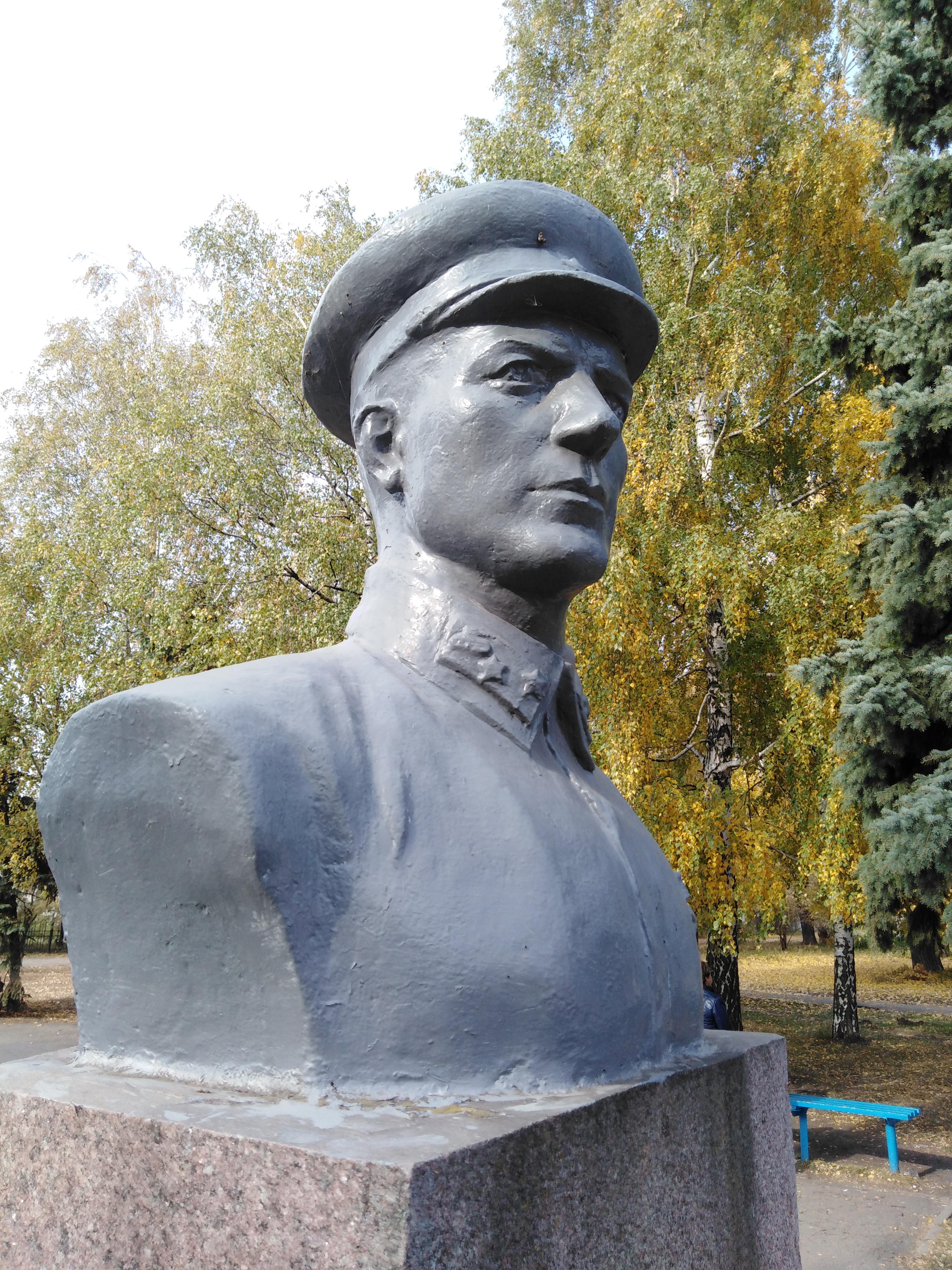
Погруддя герою радянського союзу генерал-майору танкових військ Копцову В. О.

### Народилися
- Гусейнов Владислав Тофікович (1983—2018) — солдат Збройних сил України, учасник російсько-української війни.
- Сітников Андрій Анатолійович (1971—2005) — сержант ЗСУ, миротворець.
- Абраменко Олександр Володимирович (нар. 1988) — український фристайліст, заслужений майстер спорту України, фахівець із лижної акробатики, олімпійський чемпіон 2018 року, срібний призер Зимових Олімпійських ігор 2022.
- Педан Олександр Павлович (1977—2022) — учасник російсько-української війни, загинув під час російського вторгнення в Україну в 2022 році.
- Фадєєнко Олег Віталійович (1996—2024) — молодший лейтенант Збройних сил України, учасник російсько-української війни, Герой України (2024, посмертно).

### Поховані
- Копцов Василь Олексійович (1904–1943) — радянський військовий діяч, генерал-майор танкових військ. Герой Радянського Союзу.

## Галерея

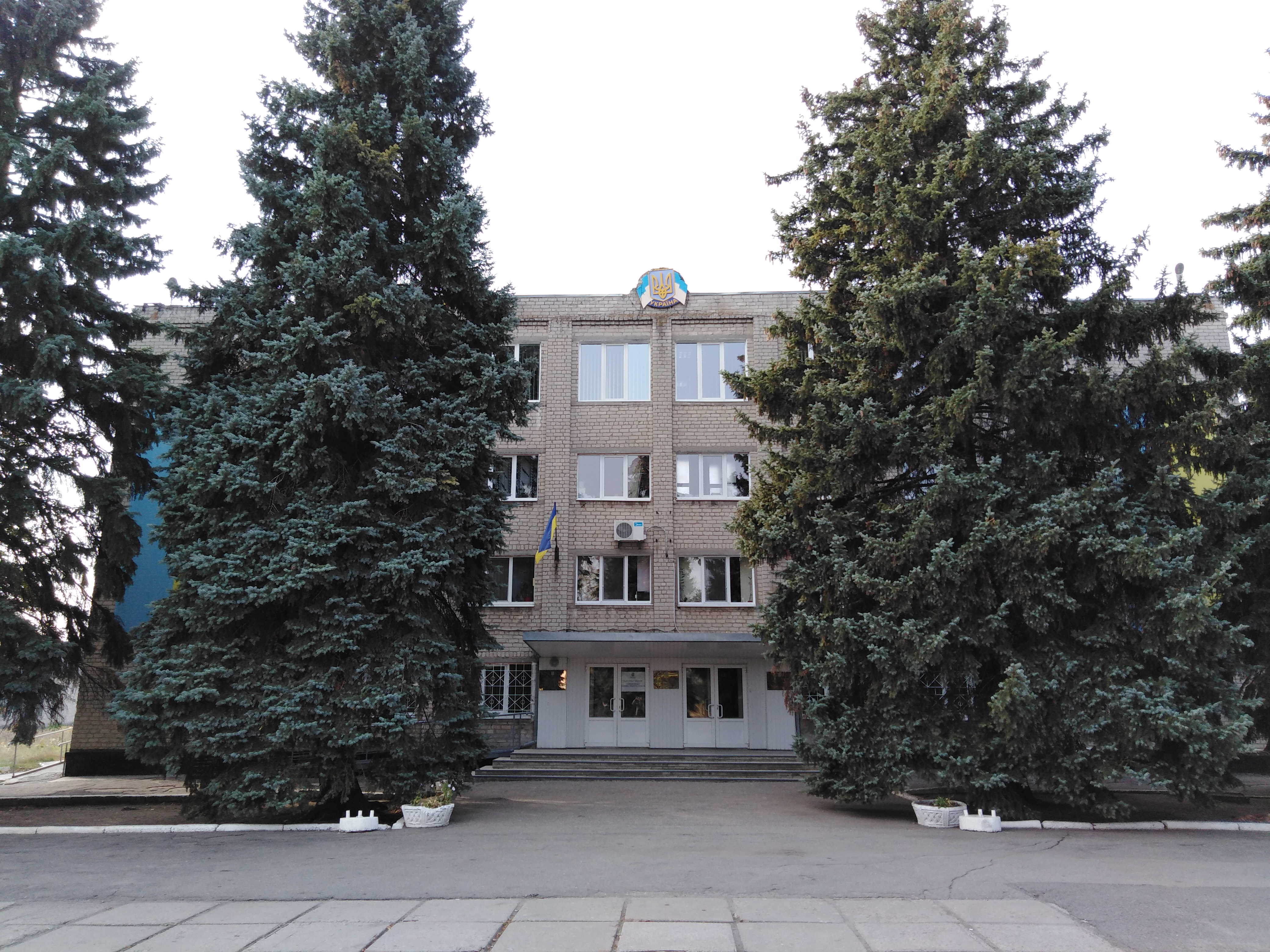
Первомайська РДА
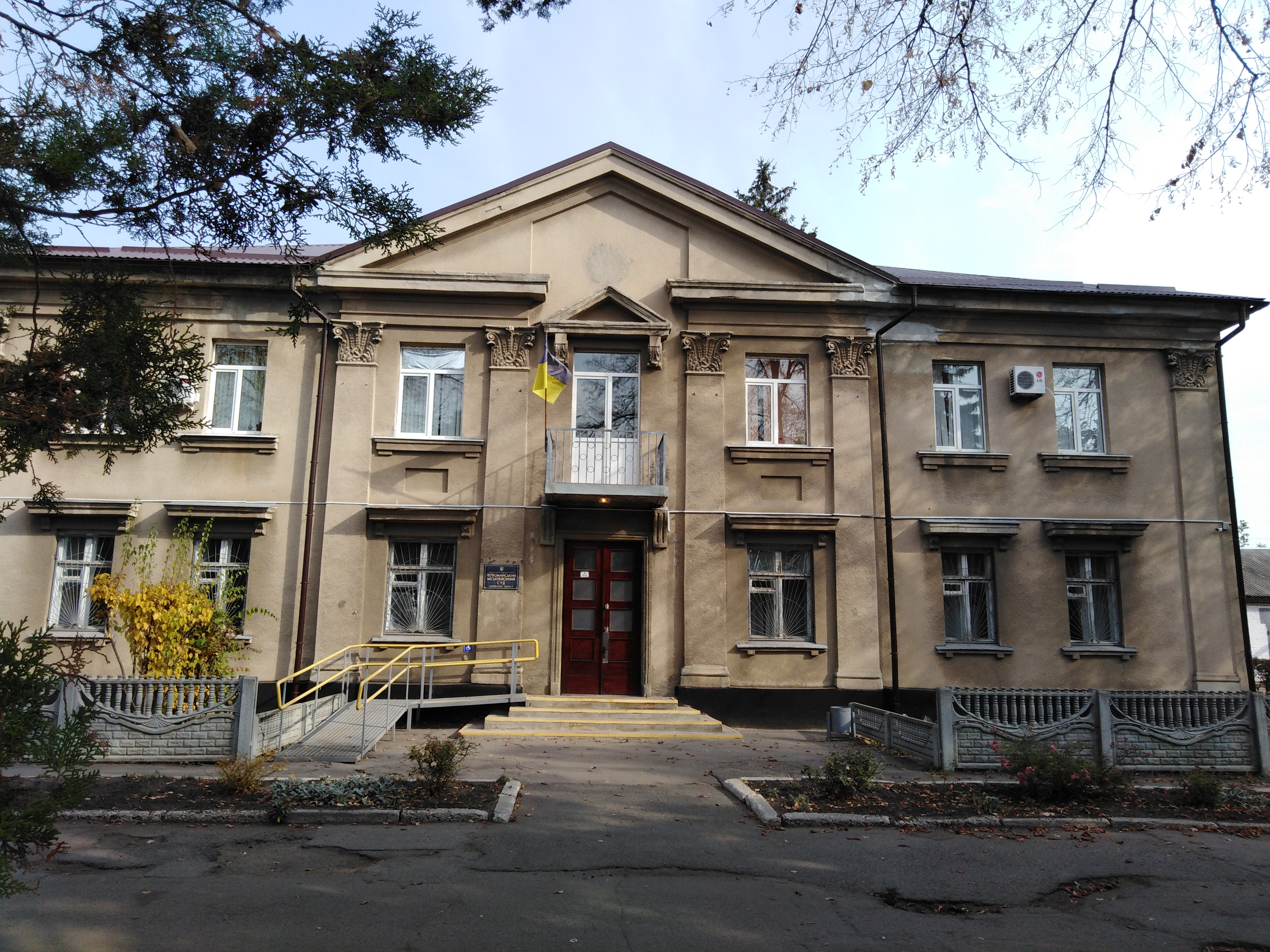
Первомайський районний суд
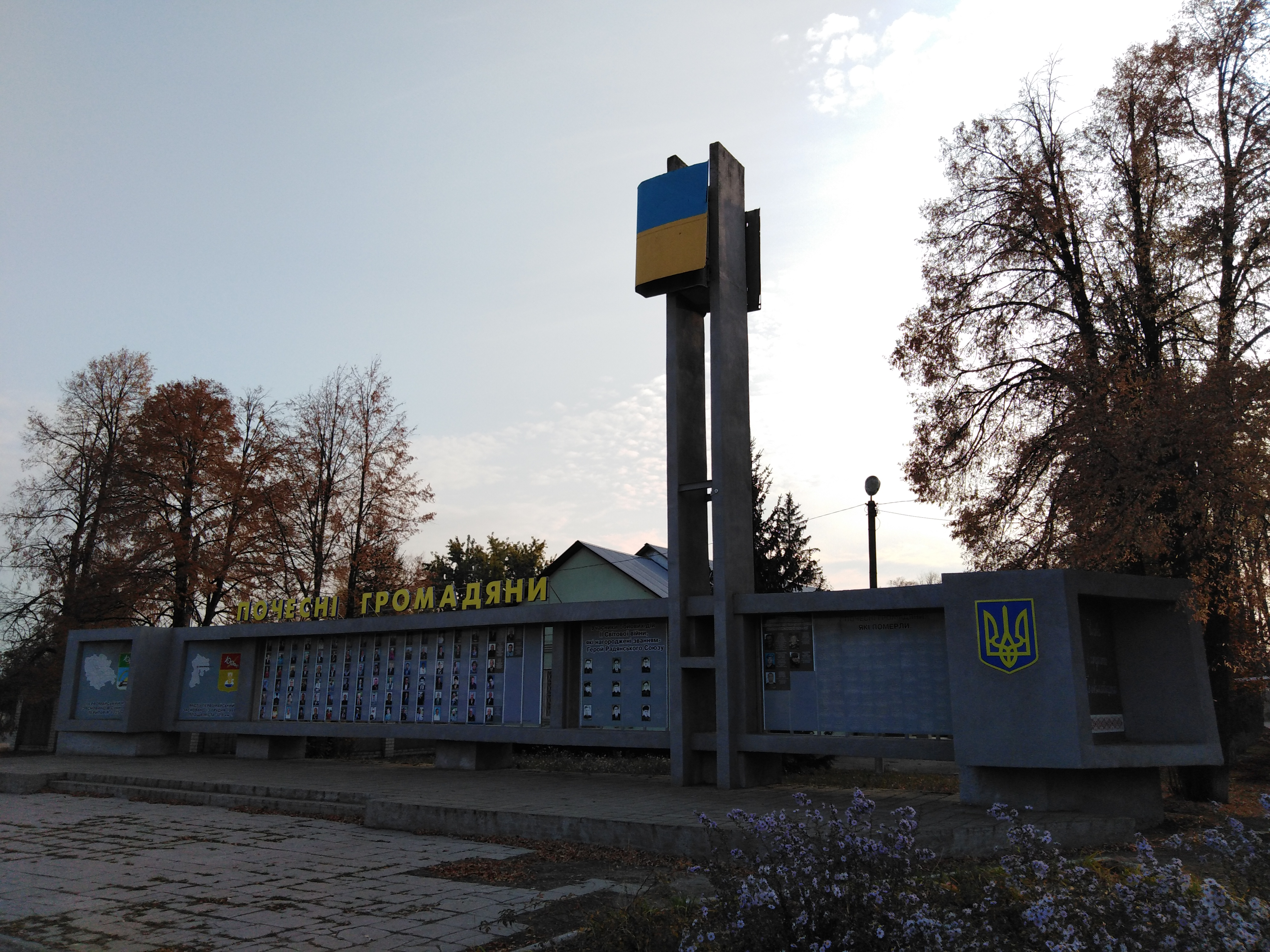
Стенд присвячений почесним громадянам
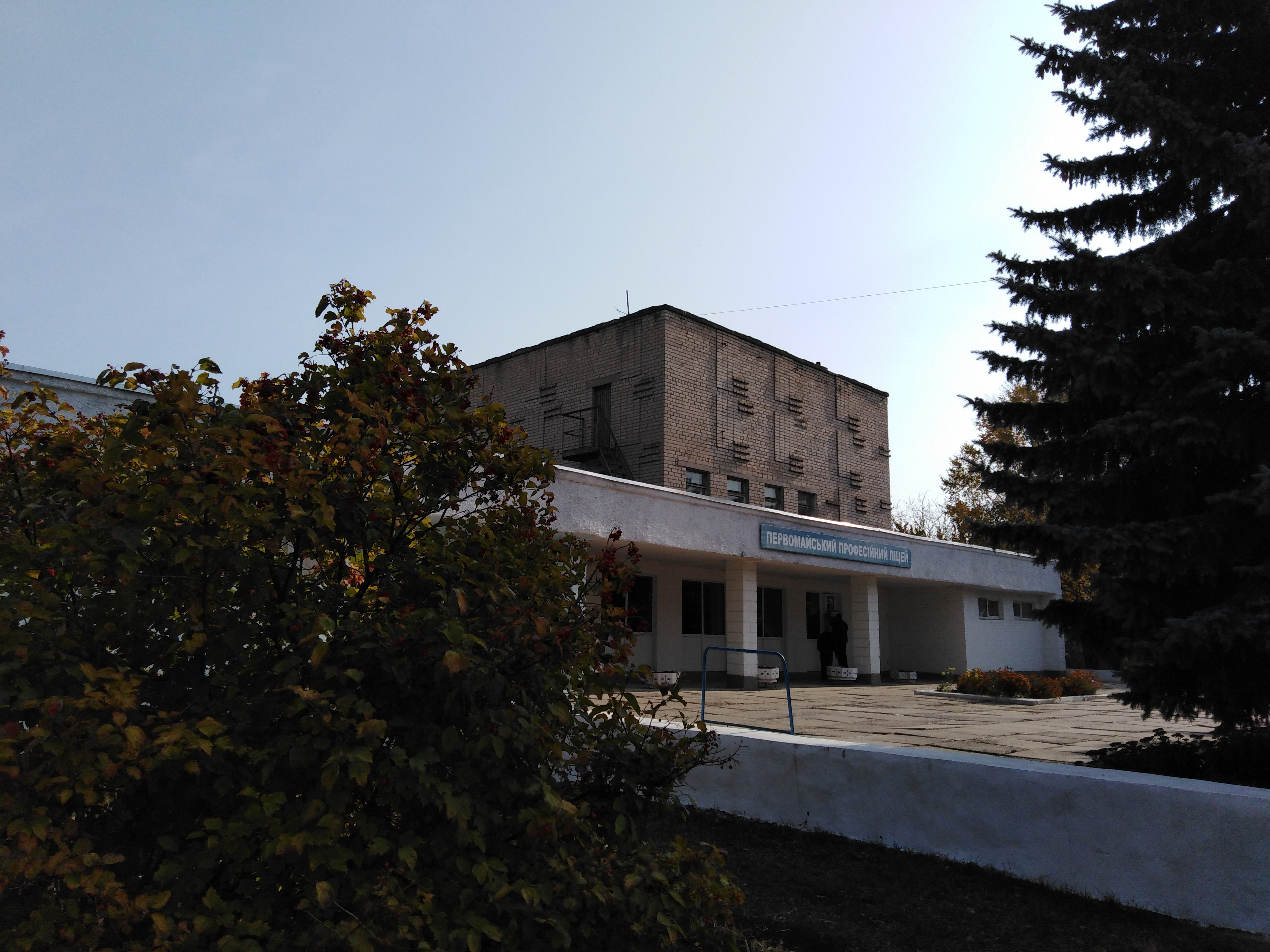
Златопільський професійний ліцей
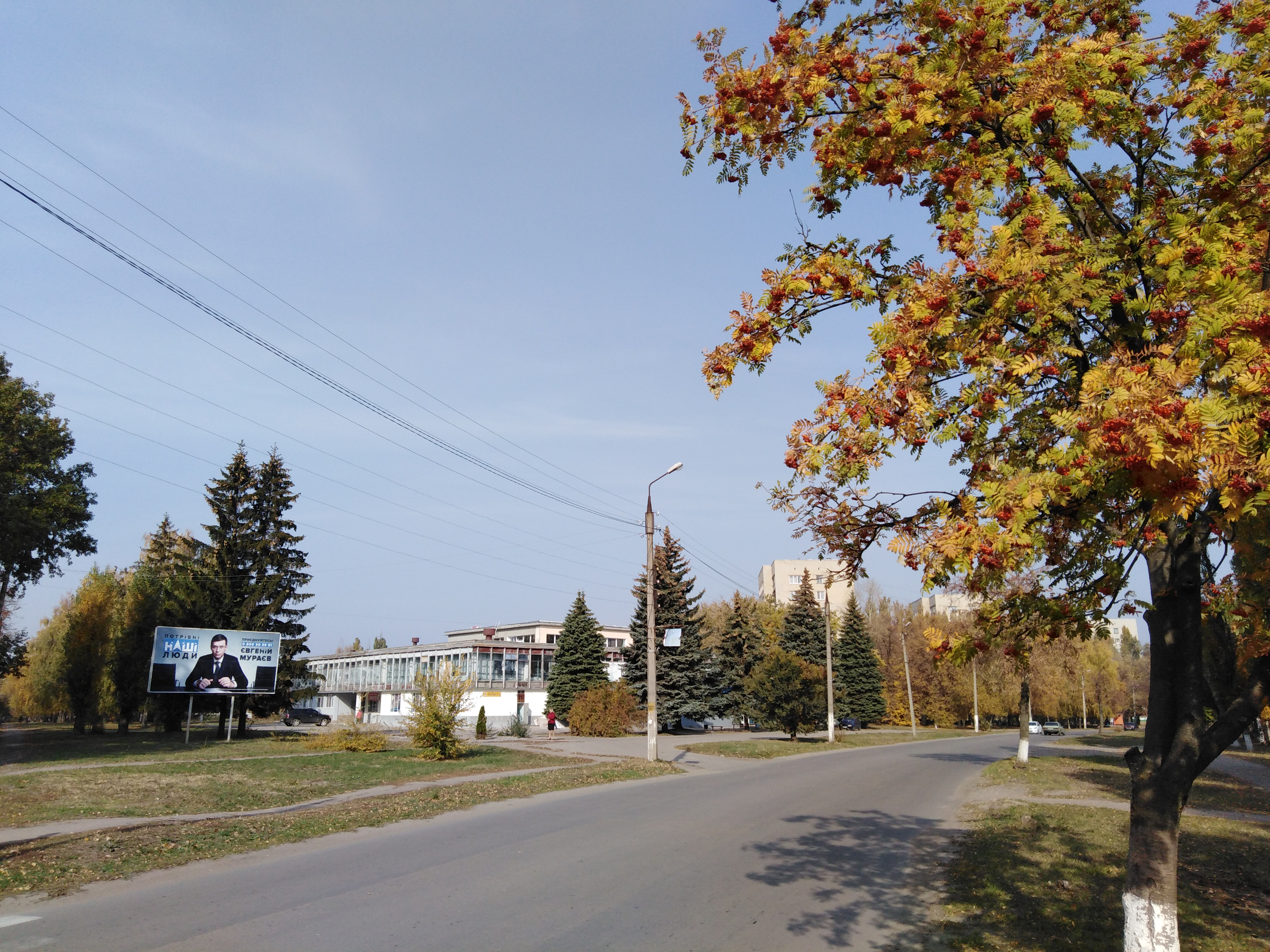
Вулиця Жовтнева. Вид на будівлю бібліотеки і пошти
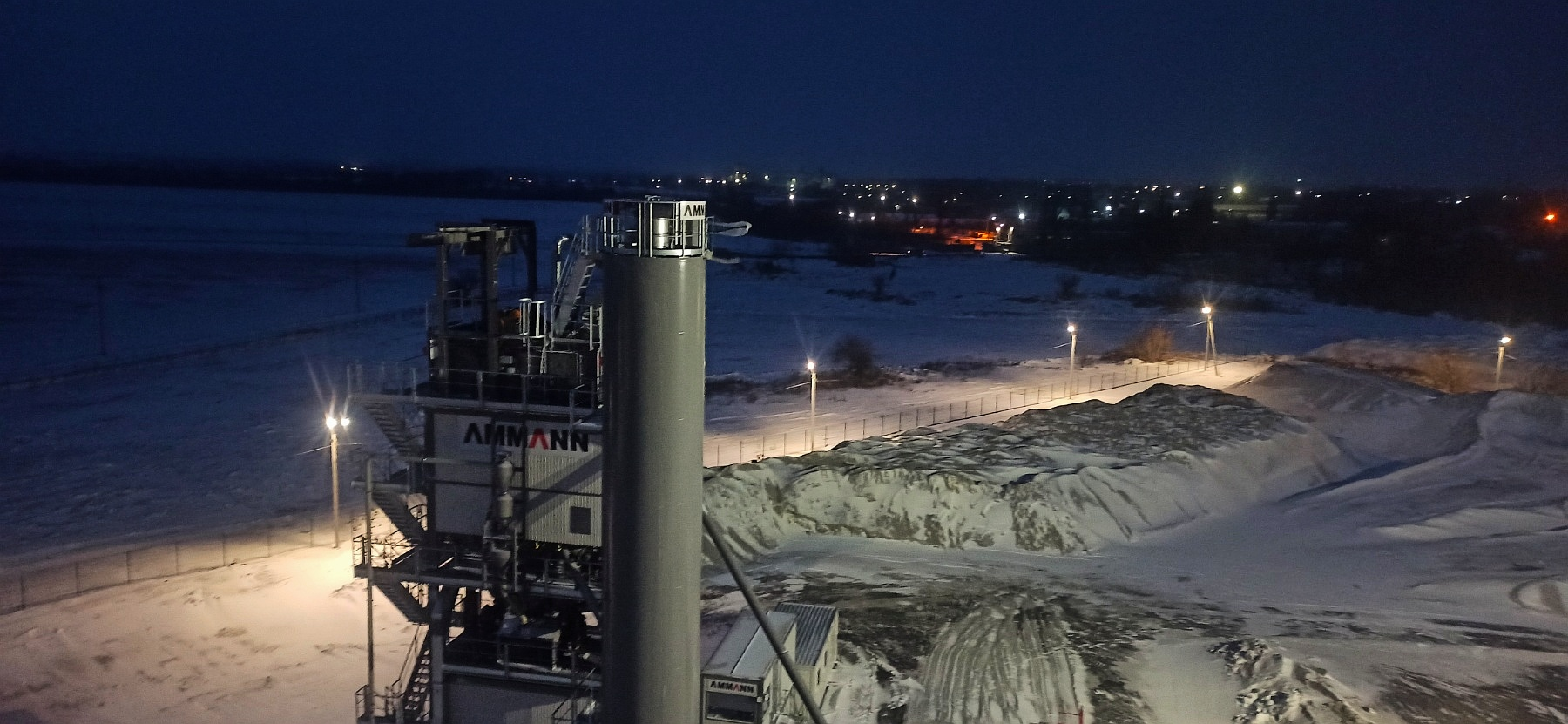
Вид на Златопіль вночі